# Sara Paín
Sara Paín (Buenos Aires, 1931) é uma psicóloga argentina.
Doutora em Filosofia pela Universidade de Buenos Aires e em Psicologia pelo Instituto de Epistemologia Genética de Genebra.

## Carreira
Foi professora de psicologia na Universidade Nacional de Buenos Aires e Mar del Plata por quinze anos. Por motivos políticos teve de se exilar na França, onde reside desde 1977. Foi professora da Universidade Paris XIII e da Faculdade de Psicologia em Tolouse. Também trabalhou para a Unesco em missões de assessoria relacionadas a problemas de inteligência e aprendizagem. Atualmente, participa da formação e pesquisa em várias universidades e centros de educação na França, no Brasil e na Argentina. 
No Brasil, foi consultora científica do projeto Geempa (Grupo de Estudos sobre Educação, Metodologia de Pesquisa e Ação) de Porto Alegre e do Cevec (Centro de Estudos Educacionais Vera Cruz e da Escola Experimental), em São Paulo. Também desenvolveu várias atividades e ministrou o curso "A função da ignorância na construção do conhecimento".

## Obras
- Diagnóstico e tratamento dos problemas de aprendizagem (tradução no Brasil de 1985)
- A Função da ignorância (tradução no Brasil de 1999)
- Psicometria genética (tradução no Brasil de 1992)
- Teoria e técnica da arte-terapia (Co-autoria com Gladys Jarreau)
- A gênesis do inconsciente
- Psicopedagogia operativa